# Veselînivka, Barîșivka
Veselînivka (în ucraineană Веселинівка) este o comună în raionul Barîșivka, regiunea Kiev, Ucraina, formată numai din satul de reședință. În secolul al XIX-lea, satul făcea parte din volostul Skopci, uezdul Pereiaslav.

## Demografie
Componența lingvistică a comunei Veselînivka
     Ucraineană (98,07%)
     Rusă (1,5%)
     Alte limbi (0,21%)
Conform recensământului din 2001, majoritatea populației comunei Veselînivka era vorbitoare de ucraineană (98,07%), existând în minoritate și vorbitori de rusă (1,5%).